# 弗雷澤 (蒙大拿州)
弗雷澤（英語：Frazer）是位於美國蒙大拿州瓦利縣的普查規定居民點。

## 歷史
弗雷澤的郵局自1907年營運至今。

## 人口
根據2020年美國人口普查的數據，弗雷澤的面積為4.27平方千米，當中陸地面積為4.20平方千米，而水域面積為0.07平方千米。當地共有人口354人，而人口密度為每平方千米82.9人。